# Ciara Renée
Ciara Renée Harper, mais conhecida como Ciara Renée (nascida em 19 de outubro de 1990) é uma atriz americana, cantora e compositora. Ela é mais conhecida por seus papéis na Broadway como A Bruxa no Big Fish e A principal estrela de Pippin, bem como restrelar Esmeralda de O Corcunda de Notre Dame em Paper Mill Playhouse e La Jolla Playhouse. Atualmente é Kendra Saunders / Mulher-Gavião na série da CW, DC's Legends of Tomorrow, tendo sua primeira aparição feita em Arrow e The Flash.

## Filmografia

### Televisão
| Ano  | Título                            | Papel                           | Notas                                        |
| ---- | --------------------------------- | ------------------------------- | -------------------------------------------- |
| 2014 | Law & Order: Special Victims Unit | Señora Perez                    | Episódio: Girls Disappeared                  |
| 2015 | The Flash                         | Kendra Saunders / Mulher-Gavião | Episódio: Fast Enough                        |
| 2016 | Lendas do Amanhã da DC            | Kendra Saunders / Mulher-Gavião | Regular                                      |
| 2018 | The Big Bang Theory               | Repórter do Jornal              | Episódio: The Conjugal Configuration (12X01) |